# Mrchožrouti (film)
Mrchožrouti (originální název Les Morfalous) je francouzské válečné filmové drama z roku 1984. Jean-Paul Belmondo v něm ztvárnil hlavní roli seržanta cizinecké legie Pierra Augagneura. Jedná se o remake amerického filmu Kellyho hrdinové (Kelly's Heroes) režiséra Briana G. Huttona z roku 1970.

## Děj filmu
Děj se odehrává za druhé světové války v Tunisku. Oddíl cizinecké legie má za úkol zachránit z banky malého tuniského města zlato před postupujícími německými vojsky. Většina členů oddílu padne v boji s Němci. Část z přeživších legionářů vedená seržantem Pierrem Augagneursem (Jean-Paul Belmondo) se rozhodně získat zlato z banky pro sebe za pomoci Hélène Laroche-Fréon, manželky ředitele banky (Marie Laforêt).

## Obsazení
| Herec              | Role                                  |
| ------------------ | ------------------------------------- |
| Jean-Paul Belmondo | seržant Pierre Augagneur              |
| Marie Laforêt      | Hélène Laroche-Fréon                  |
| Jacques Villeret   | Béral                                 |
| François Perrot    | François Laroche-Fréon, ředitel banky |
| Matthias Habich    | Karl Brenner                          |
| Michel Constantin  | praporčík Édouard Mahuzard            |